# Hemisferio cerebeloso
El cerebelo consta de tres partes, una mediana y dos laterales, que son continuas entre sí y tienen una estructura prácticamente idéntica. La porción mediana está constreñida y se denomina vermis, por su aspecto anular debido a las crestas y surcos transversales que presenta; las porciones laterales expandidas se denominan hemisferios.

## Secciones
- El "hemisferio intermedio" se denomina también "espinocerebelo".
- El "hemisferio lateral" también se conoce como "pontocerebelo".
- Se considera que el hemisferio lateral es la porción del cerebelo que se ha desarrollado más recientemente[1]

## Imágenes adicionales

Animación      Hemisferio cerebeloso izquierdo     Hemisferio cerebeloso derecho
Animación en primer plano.
- Vídeo de disección (45 s). Demostración de los dos hemisferios cerebelosos. (en inglés)
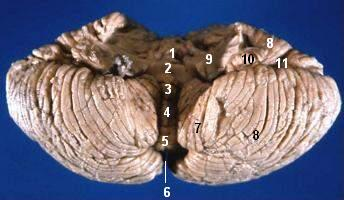
Descripción de la vista anterior del cerebelo humano (el hemisferio cerebeloso es el nº 8)